# Precessione di Larmor

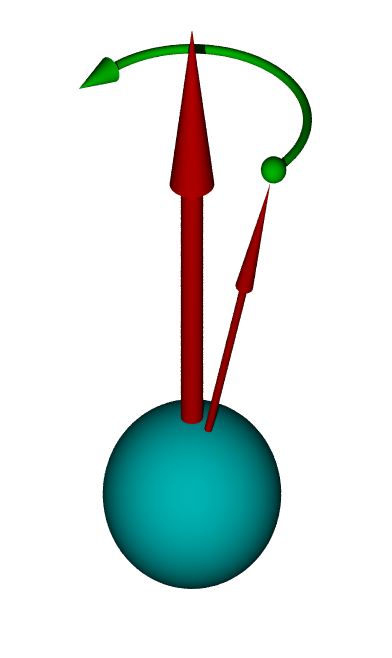
Schematizzazione della precessione del nucleo atomico

In meccanica quantistica e fisica atomica, la precessione di Larmor, il cui nome è dovuto a Joseph Larmor, è la precessione dei momenti magnetici degli elettroni o dei nuclei atomici in un atomo attorno alla direzione di un campo magnetico esterno omogeneo.
Il campo magnetico {\displaystyle \mathbf {B} } esercita un momento meccanico {\displaystyle \mathbf {M} } dato dal prodotto vettoriale:
{\displaystyle \mathbf {M} =\mathbf {\mu } \times \mathbf {B} =\gamma \mathbf {L} \times \mathbf {B} }
dove {\displaystyle \mathbf {\mu } } è il momento di dipolo magnetico, {\displaystyle \mathbf {L} } è il momento angolare e {\displaystyle \gamma } è il rapporto giromagnetico, che fornisce la costante di proporzionalità tra momento angolare e momento magnetico.
La precessione di Larmor fornisce un semplice modello teorico che permette di spiegare il diamagnetismo. Inoltre, ha un importante impiego tecnologico nella risonanza magnetica nucleare: per il nucleo di idrogeno, il più usato per questo scopo, il valore del rapporto giromagnetico {\displaystyle \gamma } è di 42.5756*10^6 (rad/s)/T.

## Pulsazione di Larmor
Il vettore del momento angolare precede sull'asse del campo magnetico esterno con una frequenza angolare nota come pulsazione di Larmor:
{\displaystyle \omega =-\gamma B}

## La precessione
Il campo magnetico esercita un momento meccanico, producendo un moto giroscopico (come una trottola). La frequenza della precessione si dice frequenza di Larmor, e dipende dal campo di induzione magnetica {\displaystyle \mathbf {B} } e dal momento magnetico {\displaystyle \mathbf {\mu } =\gamma \mathbf {L} }. Essa equivale a:
{\displaystyle \nu _{L}=-{\frac {\gamma B}{2\pi }}}
Il momento meccanico {\displaystyle \mathbf {M} } cui è sottoposto un momento magnetico {\displaystyle \mathbf {\mu } } in un campo di induzione magnetica omogeneo {\displaystyle \mathbf {B} } è dato da:
{\displaystyle \mathbf {M} =\mathbf {\mu } \times \mathbf {B} =\gamma \mathbf {L} \times \mathbf {B} =-\gamma \mathbf {B} \times \mathbf {L} }
poiché in generale si può scrivere il momento magnetico come il prodotto del momento angolare {\displaystyle \mathbf {L} } per il fattore giromagnetico {\displaystyle \gamma }:
{\displaystyle \mathbf {\mu } =\gamma \mathbf {L} }
In base alla seconda equazione cardinale il momento meccanico si può scrivere come:
{\displaystyle \mathbf {M} ={\frac {d\mathbf {L} }{dt}}}
avendo supposto la velocità del polo nulla (l'atomo è fermo). La derivata di un vettore a modulo costante, come il momento angolare in questo caso, è:
{\displaystyle \mathbf {M} ={\frac {d\mathbf {L} }{dt}}=\mathbf {\omega } _{L}\times \mathbf {L} }
La velocità angolare {\displaystyle \mathbf {\omega } _{L}} a cui il momento magnetico precede attorno alla direzione del campo è:
{\displaystyle \mathbf {\omega } _{L}=-\gamma \mathbf {B} }
e la rispettiva frequenza di Larmor:
{\displaystyle \nu _{L}={\frac {\omega _{L}}{2\pi }}=-{\frac {\gamma B}{2\pi }}}
Considerando una particella di carica {\displaystyle e} di massa {\displaystyle m}, si ha:
{\displaystyle \omega ={\frac {egB}{2m}}}
dove {\displaystyle g} è il fattore-g dell'oggetto considerato. Nel caso di un nucleo, esso tiene conto degli effetti dello spin dei nucleoni, del loro momento angolare orbitale e dell'accoppiamento tra di essi.

### Precessione di Thomas
Un trattamento completo del fenomeno deve includere gli effetti della precessione di Thomas, in seguito ai quali la precedente equazione acquista un termine aggiuntivo:
{\displaystyle \omega _{s}={\frac {geB}{2mc}}+(1-\gamma ){\frac {eB}{mc\gamma }}}
dove {\displaystyle \gamma } è il fattore di Lorentz. Per l'elettrone {\displaystyle g} è molto vicino a 2 (2.002..), e ponendo {\displaystyle g=2} si ha:
{\displaystyle \omega _{s(g=2)}={\frac {eB}{mc\gamma }}}

## Equazione di Bargmann-Michel-Telegdi
La precessione dello spin di un elettrone in un campo magnetico omogeneo è descritta dall'equazione di Bargmann–Michel–Telegdi, detta talvolta equazione BMT:
{\displaystyle {\frac {dA^{\tau }}{ds}}={\frac {e}{m}}U^{\tau }U_{\sigma }F^{\sigma \lambda }A_{\lambda }+2\mu (F^{\tau \lambda }-U^{\tau }U_{\sigma }F^{\sigma \lambda })A_{\lambda }}
dove {\displaystyle A^{\tau }}, {\displaystyle e}, {\displaystyle m}, e {\displaystyle \mu } sono rispettivamente il quadrivettore di polarizzazione, carica, massa e momento magnetico, mentre {\displaystyle U^{\tau }} è la quadrivelocità dell'elettrone e {\displaystyle F^{\tau \sigma }} il tensore elettromagnetico. Inoltre:
{\displaystyle A^{\tau }A_{\tau }=-U^{\tau }U_{\tau }=-1\qquad U^{\tau }A_{\tau }=0}
Utilizzando l'equazione del moto:
{\displaystyle m{\frac {dU^{\tau }}{ds}}=eF^{\tau \sigma }U_{\sigma }}
si può riscrivere il primo termine nel membro a destra dell'equazione BMT come:
{\displaystyle (-U^{\tau }W^{\lambda }+U^{\lambda }W^{\tau })A_{\lambda }}
dove {\displaystyle W^{\tau }=dU^{\tau }/ds} è la quadriaccelerazione. Questo termine descrive il trasporto di Fermi-Walker e conduce alla precessione di Thomas. Il secondo termine è invece associato alla precessione di Larmor.
Quando un campo elettromagnetico è uniforme nello spazio, o quando si possono trascurare forze come il gradiente {\displaystyle \nabla ({\boldsymbol {\mu }}\cdot {\boldsymbol {B}})}, il moto traslazionale della particella è descritto dalla relazione:
{\displaystyle {dU^{\alpha } \over d\tau }={e \over m}F^{\alpha \beta }U_{\beta }}
L'equazione di Bargmann–Michel–Telegdi è allora riscritta nella forma:
{\displaystyle {\;\,dS^{\alpha } \over d\tau }={e \over m}{\bigg [}{g \over 2}F^{\alpha \beta }S_{\beta }+\left({g \over 2}-1\right)U^{\alpha }\left(S_{\lambda }F^{\lambda \mu }U_{\mu }\right){\bigg ]}}
Se, invece, non potessimo trascurare quei termini di forza dati dal gradiente del campo, otterremmo:
{\displaystyle {dS^{\alpha } \over d\tau }={ge \over 2m}{\bigg [}F^{\alpha \beta }S_{\beta }+U^{\alpha }(S_{\lambda }F^{\lambda \mu }U_{\mu }){\bigg ]}-U^{\alpha }(S_{\lambda }{dU^{\lambda } \over d\tau })}